# Mojave Ranch Estates
Mojave Ranch Estates es un lugar designado por el censo ubicado en el condado de Mohave en el estado estadounidense de Arizona. En el Censo de 2010 tenía una población de 52 habitantes y una densidad poblacional de 26,84 personas por km².

## Geografía
Mojave Ranch Estates se encuentra ubicado en las coordenadas 34°56′42″N 114°35′26″O / 34.94500, -114.59056. Según la Oficina del Censo de los Estados Unidos, Mojave Ranch Estates tiene una superficie total de 1.94 km², de la cual 1.94 km² corresponden a tierra firme y (0%) 0 km² es agua.

## Demografía
Según el censo de 2010, había 52 personas residiendo en Mojave Ranch Estates. La densidad de población era de 26,84 hab./km². De los 52 habitantes, Mojave Ranch Estates estaba compuesto por el 11.54% blancos, el 0% eran afroamericanos, el 53.85% eran amerindios, el 0% eran asiáticos, el 0% eran isleños del Pacífico, el 21.15% eran de otras razas y el 13.46% pertenecían a dos o más razas. Del total de la población el 46.15% eran hispanos o latinos de cualquier raza.